# Burgerrechten

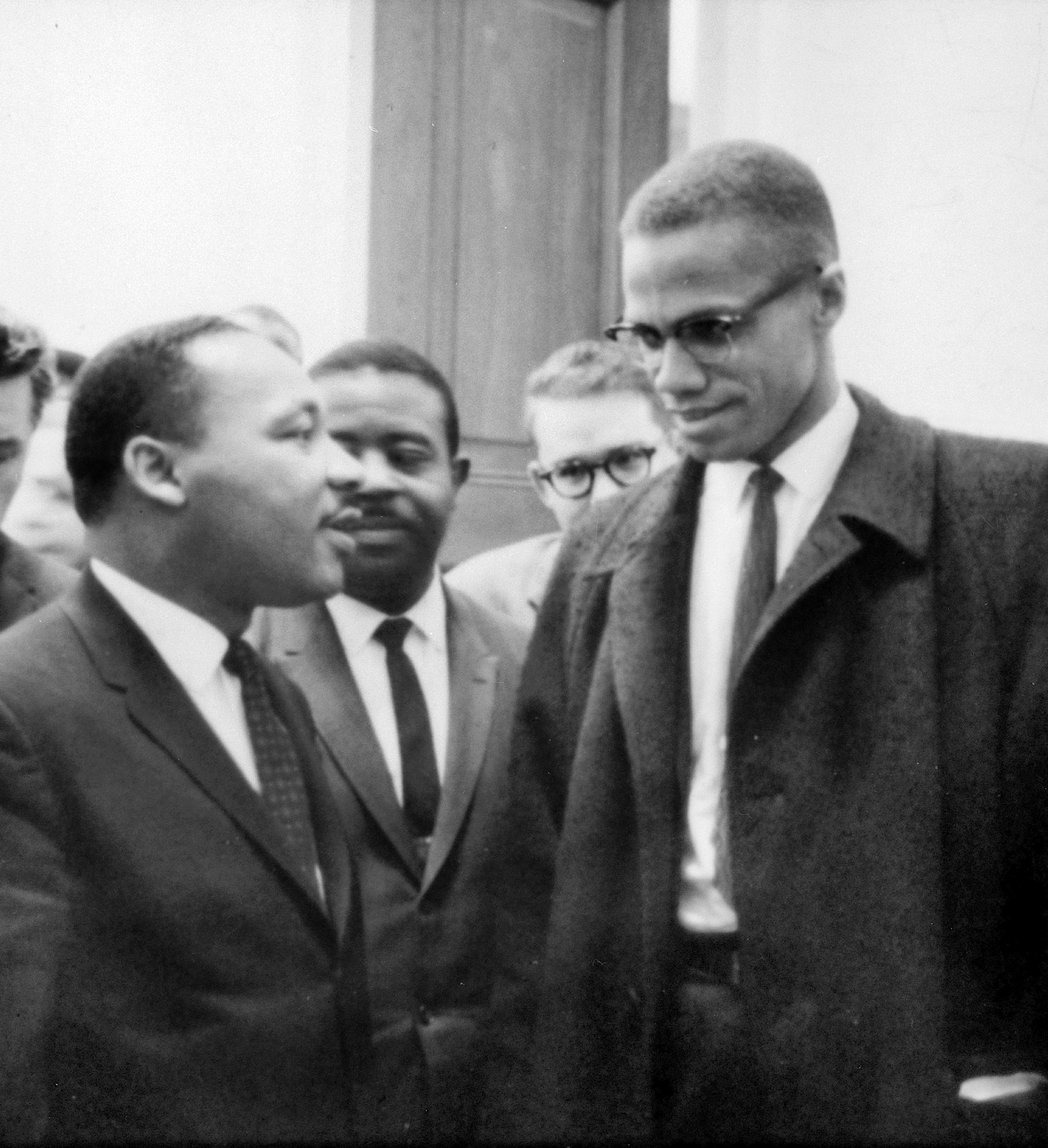
Martin Luther King en Malcolm X vochten voor de burger- en mensenrechten in de Verenigde Staten tijdens de jaren 60

Burgerrechten zijn een categorie van rechten met als doel persoonlijke vrijheden van burgers te beschermen tegen ingrijpen door nationale overheden. Ze zijn vastgelegd in nationale wetten en verdragen van internationale organisaties als de Verenigde Naties en de Raad van Europa. De rechten behoren door staten gegarandeerd te worden tegenover hun burgers, ze verschaffen de burgers van een bepaald land of gebied zekere garanties. Voorbeelden zijn het recht op de vrijheid van meningsuiting, tot vergadering en betoging, de godsdienstvrijheid, het actief en passief kiesrecht en bescherming tegen discriminatie, het recht op zelfbeschikking, privacy, en het recht op een eerlijk proces wanneer men door de staat aangeklaagd wordt. Een andere voorbeeld dat de rechtsstaat dient is het recht om niet tegen zijn wil te worden afgehouden van de rechter die de wet hem toekent (artikel 17 Grondwet, het Jus de non evocando-beginsel).
In veel landen zijn bepaalde burgerrechten en mensenrechten als grondrechten verankerd in de grondwet. De lidstaten van de Europese Unie zijn allen partij bij het Europees Verdrag tot Bescherming van de Rechten van de Mens en de Fundamentele Vrijheden van de Raad van Europa. Er is sinds 1966 een Verdrag van de Verenigde naties, het Internationaal Verdrag voor Burgerrechten en Politieke Rechten, dat noemt als burgerrechten: deelname in maatschappelijke aangelegenheden, in verkiezingen en in openbare diensten. In dat verdrag vormen integriteitsrechten (zoals de bescherming van geweten en vrijwaring van marteling), burgerrechten en politieke rechten (zoals stemrecht en het recht om deel uit te maken van bestuur) samen de ‘klassieke’ mensenrechten.
In de Verenigde Staten wordt de term gebruikt voor de rechten die zijn vervat in de Amerikaanse grondwet: vrijheid van godsdienst en meningsuiting, vrijwaring van marteling en inmenging in de persoonlijke levenssfeer, recht op een eerlijk proces en bescherming van minderheden.
Wereldwijd bestaan er vele burgerrechtenbewegingen die vaak door middel van politieke actie en ook langs gerechtelijke weg proberen die rechten aan te passen of uit te breiden.

## Geschiedenis

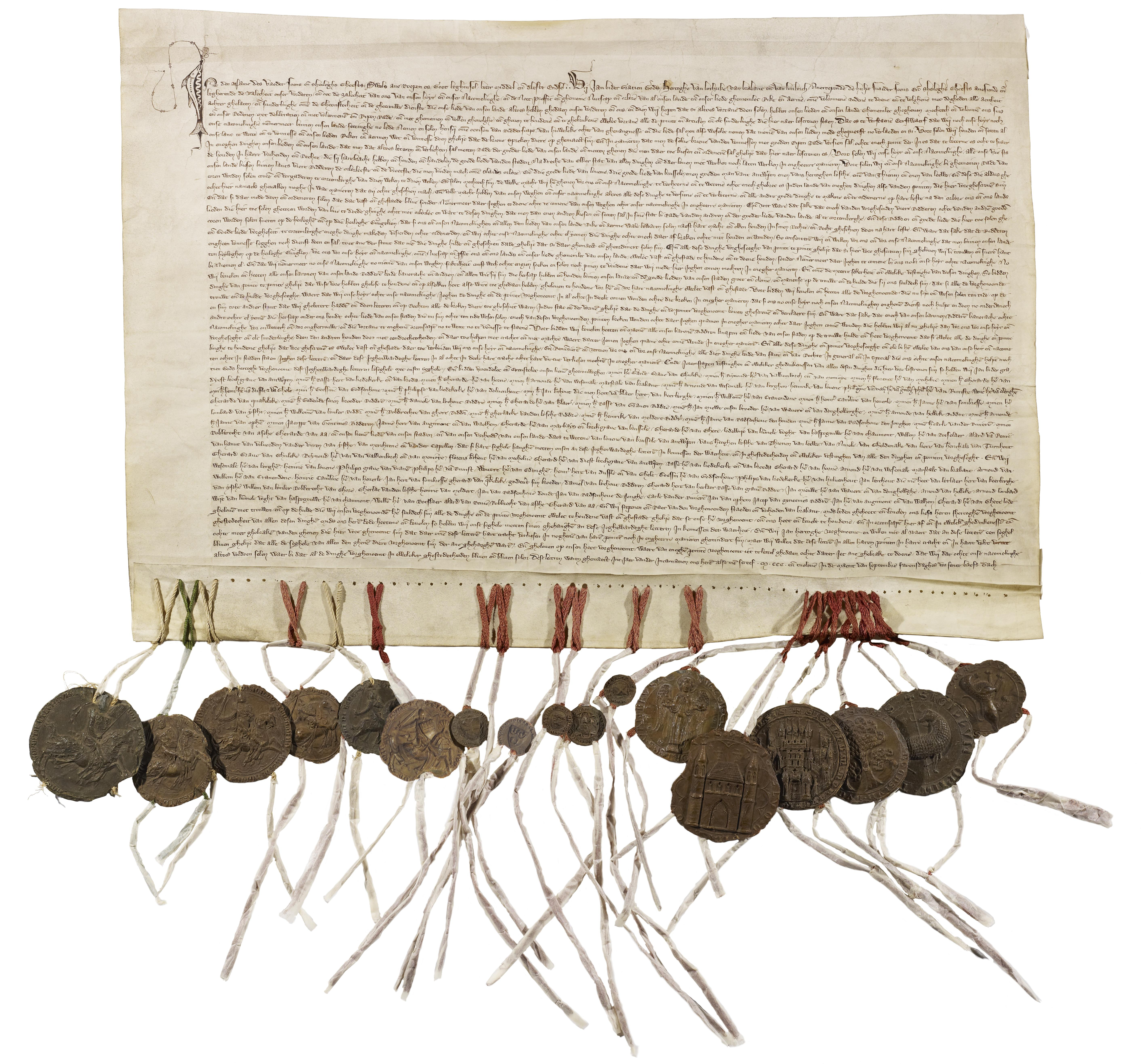
Charter van Kortenberg 1312 (origineel, Felix Archief Antwerpen)

Het concept van de burgerrechten kent een lange geschiedenis maar werd in de 18e eeuw tijdens de Verlichting als filosofisch concept bestudeerd door Europese filosofen, onder wie Locke in Engeland, Rousseau, Voltaire, d'Holbach en Diderot in Frankrijk en Beccaria in Italië. Het toekennen van een bepaalde catalogus van rechten aan burgers door de staat, vastgelegd in wetten, speelde een centrale rol tijdens de Franse Revolutie en de Amerikaanse Revolutie. Al eeuwen eerder en elders in Europa waren daartoe aanzetten gegeven, of hadden juridische ontwikkelingen plaatsgevonden die hier toe voerden. Onder meer in Engeland middels de Magna Carta, een in 1215 gesloten overeenkomst tussen koning en adel waarbij de absolute macht van de koning werd gereguleerd en de edelen een aantal rechten kregen. In de Nederlanden kwam het Charter van Kortenberg (1312) tot stand en daaropvolgende overeenkomsten tussen vertegenwoordigers van de burgers in de steden en de opvolgende hertogen. Door het gebruik van veelal gelijkluidende afspraken kregen de charters een karakter dat enigszins vergelijkbaar is met wat tegenwoordig een constitutie wordt genoemd.
Burgerrechten kunnen vaak geïnterpreteerd worden als bescherming tegen ongelijke behandeling gebaseerd op huidskleur, geloof of geslacht, omdat ze normaal gesproken voor alle lagen van de bevolking gelden. Beruchte gevallen van ontzegging van burgerrechten waren in nazi-Duitsland (Derde Rijk) de Rassenwetten van Neurenberg en in Zuid-Afrika de Apartheid. Maar ook in democratische landen kunnen deze worden afgenomen als strafmaatregel. In België kunnen burgerrechten worden afgenomen bij onder andere veroordeling wegens racisme.
In de Verenigde Staten zijn burgerrechten in de 20e eeuw veel in opspraak gekomen doordat ze vaker voor blanken dan voor zwarten (Afro-Amerikanen) golden, totdat in 1964 de Civil Rights Act werd aangenomen en door President Lyndon Johnson getekend, onder toeziend oog van en grote burgerrechten-activist, dominee Martin Luther King. Voortaan was het voor alle deelstaten verplicht hun burgerrechten voor al hun inwoners te laten gelden. Een groot aantal andere landen heeft vergelijkbare wetgeving.
In de Verenigde Staten wordt met de burgerrechtenbeweging dan ook veelal gedoeld op met name de afschaffing van de slavernij in de 19e eeuw, en vervolgens in de 20e eeuw de strijd voor de opheffing van de beperkingen van het kiesrecht en voor de afschaffing van de segregatie, eveneens problemen waardoor vooral Afro-Amerikanen waren getroffen.
In de staat Israël staat onder de autochtone christelijke en islamitische minderheid met een Israëlisch paspoort de gelijkheid van de burgerrechten in het land ter discussie, als zij verondersteld worden zich loyaal te moeten verklaren met het joodse karakter van deze staat. De oud-patriarch van Jeruzalem dr. Michel Sabbah en de Anglicaanse theoloog Naim Ateek hebben hier regelmatig uiting aan gegeven.
In Europa hebben de zevenenveertig lidstaten van de Raad van Europa het Europees Verdrag voor de Rechten van de Mens ondertekend, dat als supranationale wetgeving functioneert. Hierdoor bestaat de mogelijkheid voor de burger als diens nationale rechtsmiddelen in eigen land zijn uitgeput (dat wil zeggen dat hij tot in hoogste instantie zijn zaak heeft bepleit, in Nederland bij de Hoge Raad of de Raad van State) een beroep te doen op het Europees Hof te Straatsburg indien hij meent dat jegens hem een bepaling uit dat verdrag zou zijn geschonden.

## Burgerlijke vrijheidsrechten
'Burgerlijke vrijheidsrechten' ofwel 'burgerlijke vrijheden' is het door de overheid voor een groot deel aanvaarden van een verplichting tot respect van burgerlijk eigendom (inclusief zelfeigenaarschap) en van de zelfsoevereiniteit en van een verplichting tot het niet legislatief verarmen van burgers van deze rechten en het vrijheidsrecht in de publieke ruimte. Al deze rechten verstaand onder tortueus aansprakelijkheidsrecht. Maar als dit dan toch gebeurt dan mag dit slechts via behoorlijk gerechtelijk proces (inclusief Habeas corpus) gehandhaafd worden. Dit is vastgelegd in de VS in de Bill of Rights (Verenigde Staten) en in Nederland in de Nederlandse Grondwet. Omdat dit een verplichting is op de overheid, waarbij zij zich in geval van dwaling kan herstellen via het bestuursprocesrecht, heeft de tegenpartij, de burger, het corresponderende negatieve en positieve claimrechten van handhaving van deze plichten.
De reikwijdte van deze rechten verschilt per land, er zijn burgerlijke vrijheidsrechten in vorm van vrijheid van geweten, persvrijheid, vrijheid van godsdienst, vrijheid van meningsuiting, vrijheid van vergadering, het recht op veiligheid, het recht op gelijke behandeling, het recht op een eerlijk proces en het recht op leven. Andere burgerlijke vrijheden zijn het eigendomsrecht, het recht van zelfverdediging en het recht op lichamelijke integriteit. Burgerlijke vrijheidsrechten zijn dus zowel negatieve als positieve verplichtingen van de overheid.